# Dicranomyia (Dicranomyia) convoluta
Dicranomyia (Dicranomyia) convoluta is een tweevleugelige uit de familie steltmuggen (Limoniidae). De soort komt voor in het Afrotropisch gebied.